# Simson beledigd door de Philistijnen
Simson beledigd door de Philistijnen is een schilderij uit circa 1675-1676 van de Hollandse kunstschilder Jan Steen (1626-1679). Het is onderdeel van de collectie van het Koninklijk Museum voor Schone Kunsten Antwerpen (KMSKA).

## Geschiedenis
Rond circa 1675-1676 werd het vervaardigd. In de achttiende eeuw kwam het als een werk van Steen voor in de catalogus van een veiling met als omschrijving: 'een stuk daer Samson van de Philistijnen gebonden is, door Jan Steen, heel goet en raer van gedachten'. Vanaf de jaren veertig van de twintigste eeuw tot 2017 werd het door het KMSKA gezien als een kopie naar een Jan Steen uit de achttiende eeuw en werd het toegeschreven aan Ignatius de Roore (1686-1747).
Het werd onderzocht en gerestaureerd in het Mauritshuis in Den Haag. Deskundigen stelden daar toen vast dat het om een echte Jan Steen ging.

## Beschrijving
Het schilderij toont een onderbelichte kant van Jan Steen, maar bevat wel zijn humor, spot, chaos en balorigheid in een volks tafereel. Het werk toont de bijbelse held Simson op het moment dat hij net verraden is door Delila, zijn haar afgeknipt is en hij gevangen genomen is door de Filistijnen. In zijn haar zat de kracht van Simson en zijn krullen liggen nu op de grond. Rond Simson staat een joelende menigte van treiteraars. Simson kijkt richting Delila die hem tart door met haar ene hand geldstukken in een pot te werpen, terwijl haar andere hand een obsceen gebaar maakt en ze zich tegelijkertijd door een wellustige man laat betasten.

## Tentoonstelling
- Jan Steen vertelt (15 februari t/m 13 mei 2018 in het Mauritshuis te Den Haag), als De bespotting van Simson